# Herman Groenendaal
Hermanus Johannes Groenendaal, (Haarlem, 1 juni 1901 – aldaar, 14 november 1979) was een bekende dienstweigeraar en anarchist. Hij werd geboren in 1901, het jaar waarin het kabinet Pierson-Goeman Borgesius de algemene dienstplicht invoerde.
Herman Groenendaal was tuinman in Haarlem. Hij ging een vrij huwelijk aan met Carolina Donker. Zijn vrouw gaf les op de zondagsschool, beiden waren van Lutherse huize. Na het overlijden van zijn vrouw ging Groenendaal samenwonen met hun vroegere hulp in de huishouding, Geertruida Beerthuizen.

## Pacifist
Groenendaal was lid van de radicale geheelonthoudersbeweging de Jongeren Geheel Onthouders Bond (JGOB) en de Internationale Anti Militaristische Vereniging (IAMV). Van de IAMV waren 34 Nederlandse groepen lid op een totaal van zo’n 2500 in het begin van de jaren twintig. Na een scheuring in de JOGB werd Groenendaal in 1920 lid van het Vrije Jeugd Verbond (VJV). Het VJV richtte zich vooral tegen het kapitalisme en het militarisme. Vooral de dienstweigering had Groenendaals belangstelling. Het weigeren van militaire dienst was in die tijd een revolutionaire daad. Dienstweigeraars kwamen voor de krijgsraad en in de gevangenis. Groenendaal zag zijn opsluiting als een gewone misdadiger als een aantasting van de menselijke waardigheid, en ging uit protest daartegen en als appèl aan het geweten van de arbeidersklasse over tot voedselweigering. Door het gehele land vonden protestvergaderingen en demonstraties plaats. Dominee en vrijdenker Bart de Ligt deed in de tuin van het volksgebouw De Drie Stoepen aan de Prinsegracht in Den Haag een oproep om te weigeren in militaire dienst te gaan. Op 6 juni 1921 werd Groenendaal gearresteerd, toen hij niet opkwam voor de eerste oefening. Hij weigerde de krijgsartikelen te ondertekenen en eiste in vrijheid gesteld te worden. Na de afwijzing van hoger beroep werd hij in 1921 opgesloten in de bijzondere strafgevangenis in Scheveningen, het provoosthuis van de militaire genie. De standaardstraf voor dienstweigering was destijds tien maanden eenzame opsluiting.

## Hongerstaking

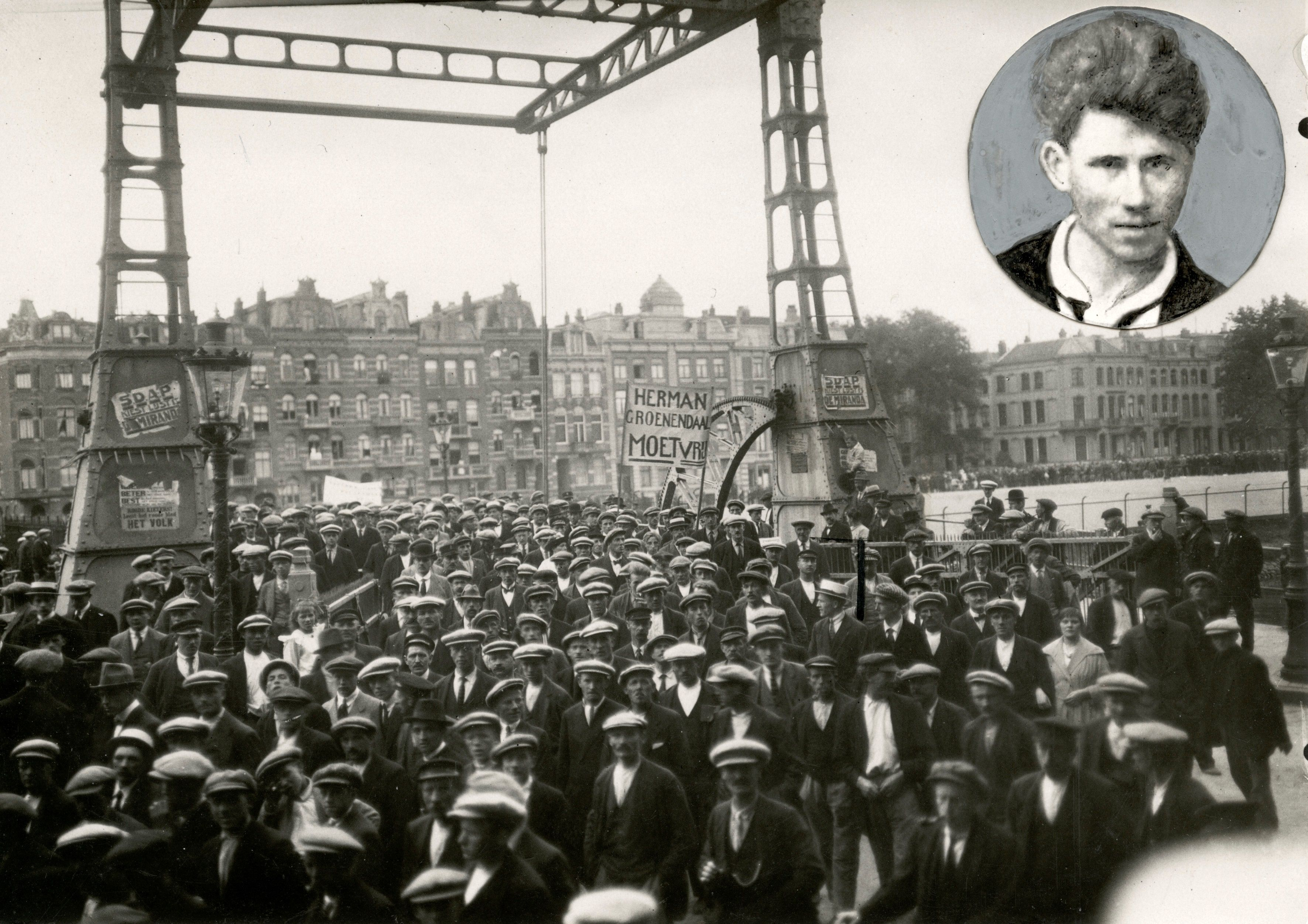
Anti-militaire-, dienstweigering- en stakers protestdemonstraties in Amsterdam in verband met de gevangenhouding van Herman Groenendaal (inzet). Nederland,1921. De in tijdschrift Het Leven in 1921 gepubliceerde foto toont op die plek een protestbord waarop o.a. een skelet is getekend en het woord 'militarisme'.

Groenendaal greep zijn celstraf aan om te hongerstaken. Nadat bekend werd dat in de gevangenis tot dwangvoeding was overgegaan werd op 25 juni 1921 een spontane demonstratie georganiseerd naar het huis van de minister van oorlog, generaal Willem Frederik Pop. Hierbij werd de vrijlating van Groenendaal geëist. Voor de demonstratie was geen vergunning aangevraagd en de politie trad hard op tegen de deelnemers. Dit politieoptreden vormde de aanleiding tot een staking op dinsdag 28 juni door Amsterdamse arbeiders. Door zijn oproep tot een algemene werkstaking als protest tegen de gevangenhouding van Groenendaal zou Bart de Ligt tot een gevangenisstraf wegens opruiing worden veroordeeld. Op 26 juni 1921 waren duizenden mensen bijeengekomen om te protesteren tegen de arrestatie van de principiële dienstweigeraar Herman Groenendaal. Tijdens Prinsjesdag op 20 september 1921 vonden drie incidenten plaats, toen antimilitaristen langs de route van de koninklijke stoet via spandoeken de vrijlating eisten van Groenendaal. In opdracht van de Haagse politiecommissaris Besseling werden door rechercheurs de spandoeken in beslag genomen en enkelen van de betogers gearresteerd.

## Proces
Eind oktober werd Groenendaal, die al bijna vijf maanden kunstmatig gevoed was, overgebracht naar de hulpgevangenis voor militairen. De krijgsraad veroordeelde hem op 4 oktober tot een gevangenisstraf van negen maanden en tien dagen. Dit kwam overeen met de tien maanden waartoe dienstweigeraars in die tijd veroordeeld werden. Hij werd gevangen gehouden in het Fort bij Spijkerboor.
Drie dagen na de veroordeling ontplofte een bom op de Haagse Frankenslag voor het huis van de majoor H.D.R. Verspijck, die lid van de krijgsraad was. De pui van het huis werd daardoor vernield. Een aantal jonge anarchisten werd hiervoor tot gevangenisstraf veroordeeld. Groenendaal wilde buiten deze geweldsactie blijven en gaf zijn hongerstaking op.
Op 23 juli 1923 werd een ‘dienstweigeringwet’ afgekondigd, waarna dienstplichtigen ook een plaatsvervangende dienst mochten verrichten.